# 228
Правління імператора Александра Севера у Римській імперії. У Китаї триває період трьох держав, найбільшою державою на території Індії є Кушанська імперія, у Персії править династія Сассанідів.
На території лісостепової України Черняхівська культура. У Північному Причорномор'ї готи й сармати.

## Події
- Преторіанська гвардія убила Доміція Ульпіана.

## Народились
- Святий Павло Фівейський

## Померли
- Доміцій Ульпіан, римський правник.